# Tauró cigar
El tauró cigar (Isistius brasiliensis) és una espècie de peix cartilaginós esqualiforme de la família dels dalàtids, d'aigües profundes (ha estat trobat a 1000 m de fondària).